# Weihmichl
Weihmichl er en kommune i Landkreis Landshut, i regierungsbezirk Niederbayern i den tyske delstat Bayern. Den er del af Verwaltungsgemeinschaft Furth. Byen ligger cirka 14 kilometer nordvest for byen Landshut.

## Inddeling
I kommunen ligger landsbyerne:
- Weihmichl
- Unterneuhausen
- Oberneuhausen
- Stollnried
- Edenland